# Roskilde Festival 1973
Roskilde Festivalen blev i 1973 afholdt fra fredag 29. juni til søndag den 1. juli. 

## Musikgrupper
- Alrune Rod (DK)
- Burnin Red Ivanhoe (DK)
- Canned Heat (US)
- Den Gamle Mand og Havet (DK)
- Dr. Dopo Jam (DK)
- Ewald Thomsen & Spillemænd (DK)
- Fairport Convention (UK)
- Fessors Big City Band (DK)
- Fujara (DK)
- Fumble (UK)
- Gasolin (DK)
- Hair (DK)
- Kansas City Stompers (DK)
- Midnight Sun (DK)
- Mo-I-Rana (DK)
- Olsen (DK)
- Røde Mor (DK)
- Sensory System (DK)
- Sume (GRØN)
- Swing Jørgens Rytmecirkus (DK)
- V8 (DK)